# Pierre Tosch
Pierre Tosch (Amsterdam, 20 november 1982) is een Nederlands voetballer die als verdediger voor Stormvogels Telstar speelde.

## Carrière
Pierre Tosch speelde in de jeugd van AFC, waar hij ook in het eerste elftal speelde. In 2004 vertrok hij naar Ajax Zaterdag, waar hij het zo goed deed dat hij halverwege het seizoen naar Jong Ajax werd gehaald. Na een half jaar bij Jong Ajax vertrok hij naar Stormvogels Telstar, waar hij op 6 augustus 2005 in de met 1-0 verloren bekerwedstrijd tegen HSC '21 zijn debuut maakte. Aan het einde van het seizoen speelde hij ook nog twee wedstrijden voor Telstar in de Eerste divisie. Hierna vertrok hij naar IJsselmeervogels, waarna hij ook nog voor FC Amsterdam, SV Diemen en het Nederlands strandvoetbalteam speelde.

### Statistieken
| Seizoen                     | Club                | Land           | Competitie     | Competitie | Competitie | Beker | Beker | Totaal | Totaal |
| Seizoen                     | Club                | Land           | Competitie     | Wed.       | Dlp.       | Wed.  | Dlp.  | Wed.   | Dlp.   |
| --------------------------- | ------------------- | -------------- | -------------- | ---------- | ---------- | ----- | ----- | ------ | ------ |
| 2005/06                     | Stormvogels Telstar | Nederland      | Eerste divisie | 2          | 0          | 1     | 0     | 3      | 0      |
| Carrièretotaal              | Carrièretotaal      | Carrièretotaal | Carrièretotaal | 2          | 0          | 1     | 0     | 3      | 0      |
| Bijgewerkt op 20 april 2019 |                     |                |                |            |            |       |       |        |        |